# Šáhbanú

Císařský znak Pahlaví šáhbanú v Íránu

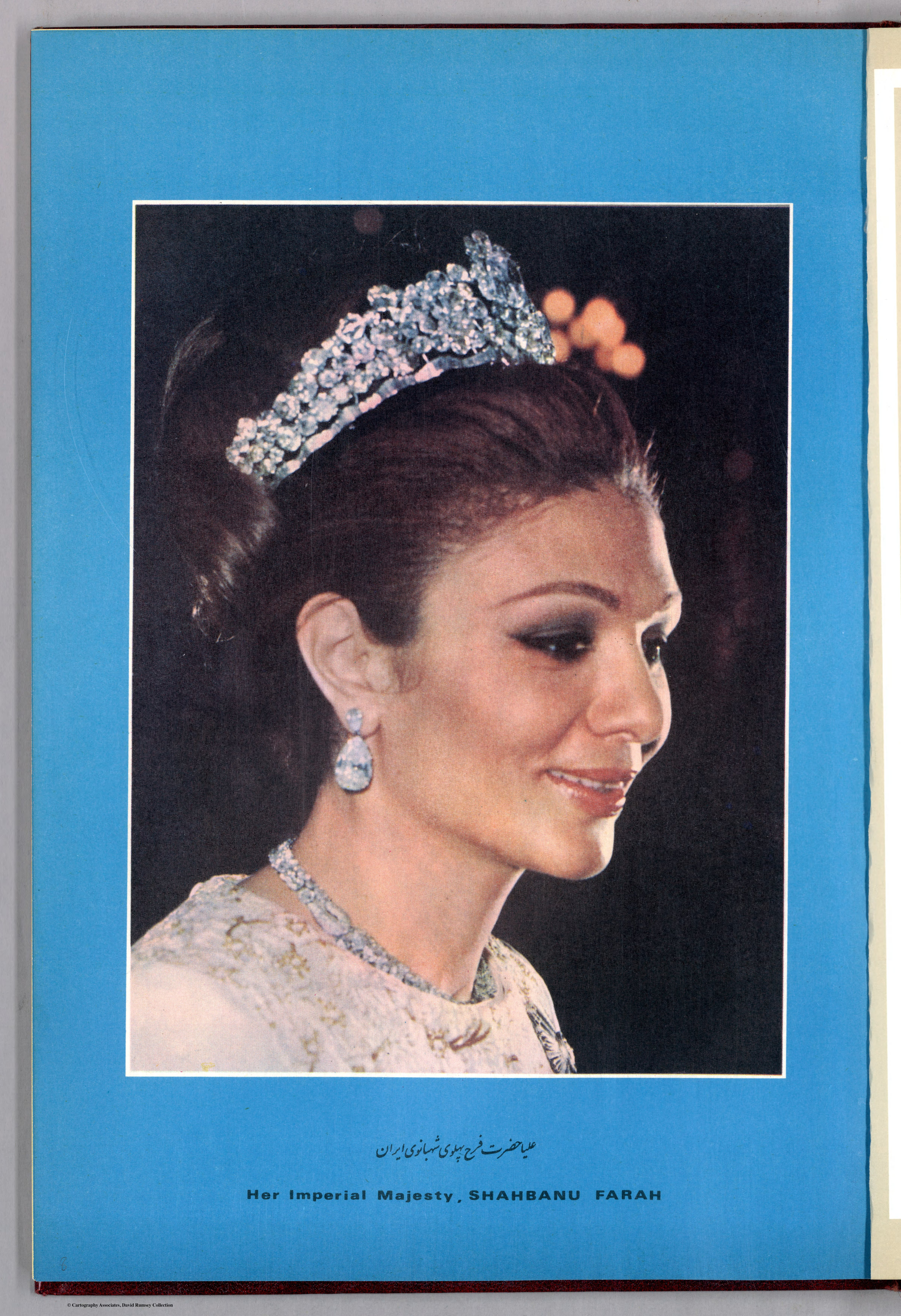
Portrét Farah Pahlaví z roku 1972, který ji popisuje jako šáhbanú Farah

Šáhbanú (persky: شهبانو, Šahbānū, doslova „paní královna“) byl v perštině a dalších íránských jazycích titul, jehož nositelem byla císařovna královna nebo císařova choť. Dvě sásánovské vládnoucí císařovny, Bórán a Ázarméducht (kolem roku 630), byly posledními dvěma nositelkami tohoto titulu. Farah Pahlaví, manželka Mohammada Rezy Pahlavího, což byl poslední šáh Íránu (Persie), však tento titul převzala při své korunovaci v roce 1967, poprvé od muslimského dobytí Persie v 7. století.
Jako císařovna v sásánovské době byla hlavní představitelka šáhbanú titulována také jako Banbihnan banbishn („královna královen“), což je obdoba císařského titulu šahanšáh (doslova „král králů“), aby se odlišila od ostatních královen v rodě.
Farah Pahlaví je někdy nadále označována jako šáhbanú, jak je to v mezinárodním měřítku obvyklé u nositelů titulů spojených se zrušenými monarchiemi, ale v Íránu již tento titul neplatí. Podle perské ústavy z roku 1906 by nositelkou tohoto titulu v současnosti měla být Yasmine Pahlaví, íránská korunní princezna.